# Хавант (район)
Хавант (англ. Havant) — неметрополитенский район (англ. non-metropolitan district) со статусом боро в графстве Гэмпшир (Англия). Административный центр — город Хавант.

## География
Район расположен в юго-восточной части графства Гэмпшир, граничит с графством Западный Суссекс. На юге район выходит на побережье пролива Ла-Манш, в его состав входит остров Хейлинг.

## Состав
В состав района входят два города:
- Уотерлувилл
- Хавант